# Brittiska öarna

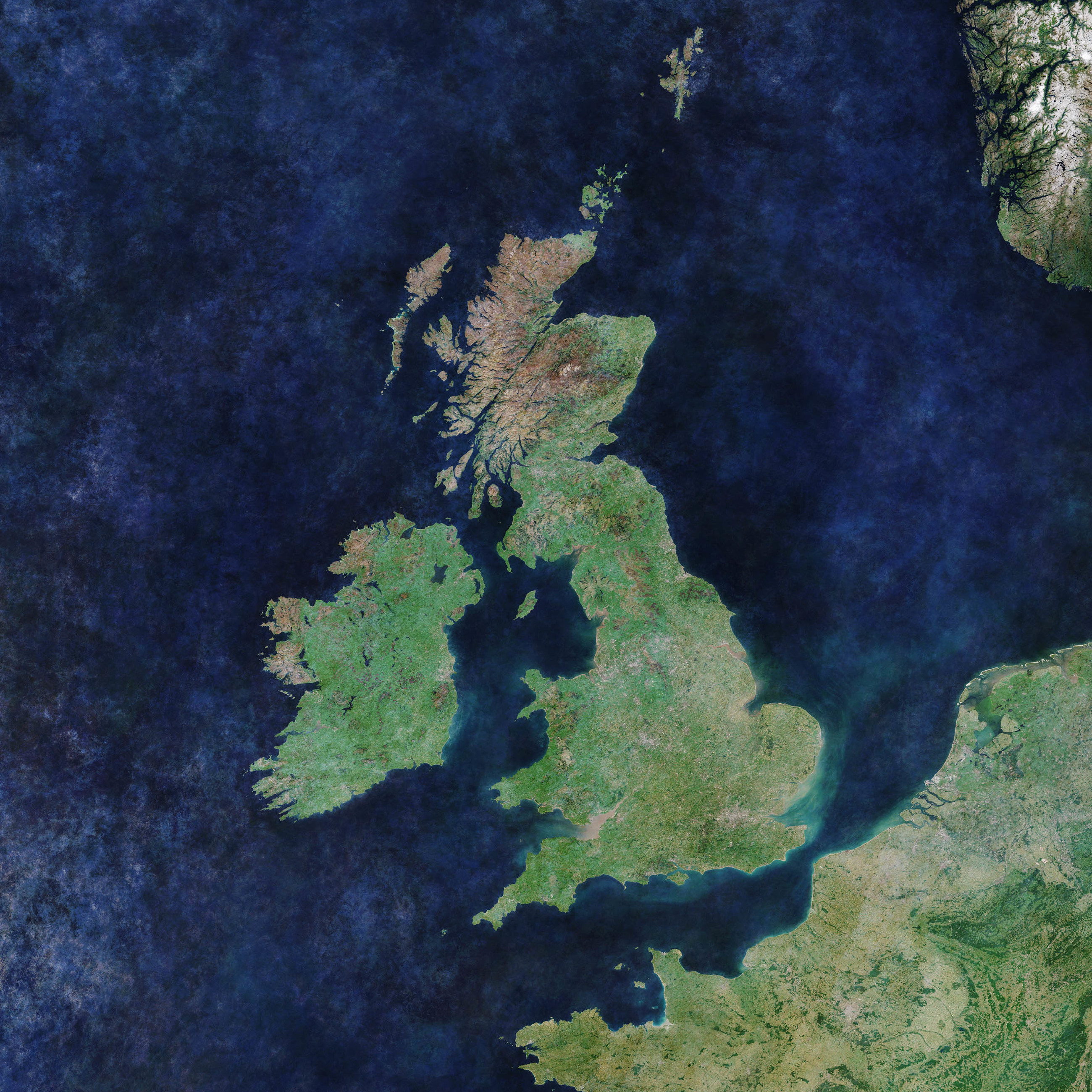
En satellitbild över de brittiska öarna.

Brittiska öarna är en ögrupp i norra Västeuropa, som består av de två huvudöarna Storbritannien och Irland, ögrupperna Hebriderna,  Orkneyöarna och Shetlandsöarna, samt ett tusental mindre öar, bland andra Anglesey, Isle of Man och Isle of Wight.  Ofta inräknas även Kanalöarna in i Brittiska öarna, eftersom dessa ingår i det mycket snarlika lagstiftningsbegreppet Brittiska öar (British Islands) (se nedan), men de ingår egentligen inte i det geografiska begreppet Brittiska öarna, eftersom de ligger på andra sidan av Engelska kanalen.

## Officiella sammanhang
Brittiska öarna är enbart ett geografiskt begrepp, som nästan aldrig används i officiella sammanhang. Istället används då helt andra begrepp eller termer.
I brittisk lagstiftning används termen Brittiska öar (British Islands) när man behandlar ärenden som gemensamt berör de tre statsbildningar där medborgarna åtnjuter brittiskt medborgarskap och är underställda den brittiska monarken: Förenade kungariket Storbritannien och Nordirland samt dess tre kronbesittningar Bailiwick of Jersey,  Bailiwick of Guernsey och Isle of Man.
Ur irländsk synvinkel är benämningen Brittiska öarna kontroversiell eftersom den uppfattas som partisk gentemot Irland eller som en antydan om att Republiken Irland fortfarande i någon mån skulle vara brittisk. Därför använder Republiken Irland i officiella sammanhang istället begrepp som dessa öar (these islands), eller Storbritannien och Irland (Britain and Ireland). Även begreppet "Anglokeltiska öarna" (Anglo-Celtic Isles) förekommer, dock mest bland irländska emigranter i USA och Australien.